# Трезвинський Степан Євтропович
Степа́н Євтро́пович Трезви́нський (1860—1942) — російський і радянський оперний співак (бас-профундо), соліст Великого театру в 1889—1928 роках. Герой Праці (1924); заслужений артист Республіки (1925).

## Життєпис
Народився 10 грудня 1860 року в селі Семигори Канівського повіту Київської губернії Російської імперії (тепер — село Обухівського району України) в сім'ї священика Успенської церкви Євтропія Лук'яновича Трезвінського. 
Співав в Нижегородському церковному хорі під управлінням Городецького.
Закінчив Київську духовну семінарію.
1885 року був прийнятий на роботу вчителем Нижегородського початкового училища. Довго на цій посаді не пробув — поїхав до Москви вступати до консерваторії.
1889 року закінчив Московську консерваторію (педагоги по вокалу — Камілло Еверарді і Джакомо Гальвані).
У 1891, 1894 і 1903 роках (в літні місяці) проходив удосконалення в Італії. Деякі оперні партії готував під керівництвом режисера Малого театру Олександра Ленського, згодом — з Каспаром Кржижановським.
У 1889—1928 роках — соліст московського Большого театру (дебютував в партії Зарастро — «Чарівна флейта» Моцарта; дебют відбувся настільки вдало, що Трезвинський відразу був зарахований в імператорський Большой театр). У трупі Большого театру гастролював в Одесі, Нижньому Новгороді (1894), Новочеркаську, Катеринодарі, Казані, Ростові-на-Дону.
Більшу частину творчості Трезвинського займала концертна діяльність. Із 1902 року брав участь у роботі Гуртка любителів російської музики.
Під час Першої світової війни 1914 року ініціював та до 1918-го керував фондом «Допомога бідним, які звертаються за сприянням до артистів»; за цей час організував понад 100 благодійних концертів.
Серед концертного репертуару: «Створення світу» («Die Schöpfung») Гайдна (перший виконавець в Москві 1898 року під управлінням Василя Сафонова), Мессе C-Dur і фінал 9-ї симфонії Бетховена; виконував романси.
Співав під правлінням Ульріха Авранека, Іполита Альтані, Антона Аренського, Данила Похитонова, В'ячеслава Сука, Сергія Танєєва.
Після Жовтневого перевороту 1917 року залишився у Большому театрі і брав активну участь в організації концертів корпорації артистів-солістів, шефських концертів для червоноармійців і робітників, провів понад 60 тематичних концертів у Великому залі Московської консерваторії.
Покинувши професійну сцену як співак, ще деякий час продовжував свою роботу там: в 1922—1924 роках — інспектор хору і комендант сцени Большого театру.
В 1929—1931 роках — інспектор трупи Державного оперного театру імені Костянтина Станіславського та завідувач оперної студії.
Багато займався громадською роботою — був членом Музичної ради московського Будинку вчених, надавав допомогу учасникам самодіяльності.
Дружина — Єлизавета Азерська.
Помер у 1942 році в Москві, похований на Новодівичому кладовищі.

### Театральні роботи
- 1890 — «Африканка» Дж. Мейєрбера — Брахман
- 1890 — «Сон на Волзі» О С. Аренського — Близький боярин
- 1891 — «Отелло» Дж. Верді — Лодовіко
- 1892 — «Ролла» А. Сімона — Мікельанджело
- 1893 — «Іоланта» П. Чайковського — Рене
- 1893 — «Снігуронька» М. Римського-Корсакова — Бермята
- 1894 — «Зигфрід» Р. Вагнера — Фафнера
- 1895 — «Дубровський» Е. Направника — Андрій Дубровський
- 1895 — «Мелузина» І. Трубецького — Данило
- 1895 — «Гугеноти» Дж. Мейєрбера — Марсель
- 1895 — «Тушинці» П. Бларамберга — Степан Редриков
- 1896 — «Ромео і Джульєтта» Ш. Гуно — Батько Лоренцо
- 1897 — «Генріх VIII» К. Сен-Санса — Кранмер
- 1897 — «Пісня торжествуючої любові» А. Симона — Батько Лоренцо
- 1898 — «Князь Ігор» О. Бородіна — Кончак
- 1898 — «Ніч перед Різдвом» М. Римського-Корсакова — Чуб
- 1899 — «Троянці в Карфагені» Г. Берліоза — Нарбал
- 1899 — «Забава Путятішна» М. Іванова — Ілля Муромець
- 1900 — «Принцеса Мрія» Ю. Блейхмана — Трофімов
- 1900 — «Крижаний будинок» А. Корещенка — Хрущов
- 1901 — «Анджело» Ц. Кюї, друга редакція — Анджело Маліпьеро
- 1901 — «Псков'янка» М. Римського-Корсакова, — Князь Юрій Іванович Токмаков
- 1901 — «Син мандарина» Ц. Кюї — Кау-цінгі
- 1902 — «Валькірія» Р. Вагнера — Хундінг
- 1902 — «Вража сила» О. Сєрова — Ілля
- 1903 — «Рафаель» А. С. Аренського — Кардинал Бібієна
- 1903 — «Добриня Микитич» О. Гречанінова — Володимир Красне Сонечко
- 1904 — «Наль і Дамаянті» А. Аренського — Біма
- 1904 — «Опричник» П. Чайковського — Жемчужний
- 1906 — «Кам'яний гість» А. Даргомижського — Статуя Командора
- 1906 — «Садко» М. Римського-Корсакова — Лука Зіновьїч
- 1907 — «Нерон» А. Рубінштейна — Балбей
- 1908 — «Сказання про невидимий град Кітеж і діву Февронію» М. Римського-Корсакова — Бедя
- 1909 — «Кавказький бранець» Ц. Кюї — Фехердін
- «Життя за царя» М. Глінки — Іван Сусанін
- «Руслан і Людмила» М. Глінки — Фарлаф
- «Борис Годунов» М. Мусоргського — Пімен
- «Рогнеда» А. Сєрова — Старий-мандрівник
- «Юдіф» А. Сєрова — Озія
- «Євгеній Онєгін» П. Чайковського — Гремін
- «Іоланта» П. Чайковського — Рене
- «Винова краля» П. Чайковського — Сурін
- «Золотий півник» М. Римського-Корсакова — Полкан
- «Царева наречена» М. Римського-Корсакова — Григорій Малюта Скуратов
- «Алеко» С. В. Рахманінова — Старий циган
- «Чарівна флейта» В. А. Моцарта — Зарастро
- «Роберт-Диявол» Дж. Мейєрбера — Бертрам
- «Жидівка» Ж. Ф. Галеві — Кардинал де Броньї
- «Лючія ді Ламмермур» Г. Доніцетті — Раймонд Бідебенд
- «Аїда» Дж. Верді — Рамфіс
- «Лоенгрін» Р. Вагнера — Генріх-Птахолов
- «Летючий голландець» Р. Вагнера — Даланд.

Виступав зокрема із Олександрою Шерлінг та Костянтином Михайловим-Стояном.